# Third Lanark Athletic Club
Maillots
Dernière mise à jour : 25 août 2009.
Third Lanark Athletic Club est un club de football écossais de Glasgow qui exista de 1872 à 1967. Un des plus grands clubs au début du football écossais, Third Lanark fut le premier club écossais de haut-niveau à être déclaré en faillite et liquidé.

## Histoire
Third Lanark est créé en tant qu'équipe de football du Third Lanarkshire Rifle Volunteers. Connu sous le nom de 3rd LRV, le club devient le Third Lanark A.C. quand il cesse d'être l'équipe du régiment. 
Le club évolue à ses débuts en 1872 au Cathkin Park avant de déménager au New Cathkin Park en 1903. Il fait partie des dix fondateurs de la Scottish Football League et du premier championnat d'Écosse en 1890. Il gagne le championnat d'Écosse en 1904, la coupe d'Écosse en 1889 et 1905 et la Glasgow Cup en 1903, 1904, 1909 et 1963.
Le club est déclaré en faillite et liquidé en 1967.

### Renaissance au niveau amateur
En 2007, Third Lanark, après de multiples tentatives, renaît de ses cendres et rejoint la Greater Glasgow Amateur League. Le 9 juin 2008, une délégation composée de quatre membres du club fait une annonce surprise à la presse, déclarant que le club souhaite rejoindre la Ligue écossaise de football, après que l'équipe de Gretna ait décidé de se retirer et de la quitter. Les autres prétendants à la place laissée vacante sont les Spartans (en), les Cove Rangers, Annan Athletic, Preston Athletic et Edinburgh City. Cependant, Third Lanark n'a finalement présenté aucune demande officielle, le club est donc resté au sein de la troisième division de la Greater Glasgow Amateur League. C’est le club d’Annan Athletic qui prend cette place.

## Palmarès
- Championnat d'Écosse de football
  - Champion (1) : 1904.

- Coupe d'Écosse de football
  - Vainqueur (2) : 1889 et 1905.
  - Finaliste (3) : 1876, 1878, 1906 et 1938

- Coupe de la Ligue écossaise de football
  - Finaliste (1) : 1960.

- Championnat d'Écosse de football D2
  - Champion (2) : 1932 et 1935
  - Vice-champion (2) : 1928 et 1958

- Glasgow League
  - Champion (2) : 1905 et 1906

- Inter City League
  - Champion (1) : 1901

## Joueurs emblématiques
- Jimmy Brownlie
- Jimmy McMullan
- Duncan MacKay
- Henry McNeil
- Willie Redpath
- George Aitken
- Neil Dewar

## Anciens entraîneurs
- 1921-1924 :  Alex Bennett